# Cravity
Cravity (en hangul, 크래비티; romanización revisada, Keuraebiti; estilizado como CRAVITY) es una boy band surcoreana formada por Starship Entertainment en 2020. El grupo está compuesto por: Serim, Allen, Jungmo, Woobin, Wonjin, Minhee, Hyeongjun, Taeyoung y Seongmin El grupo debutó el 14 de abril de 2020 con el lanzamiento del miniálbum Cravity Season 1. Hideout: Remember Who We Are.

## Nombre
«Cravity» tiene doble significado. El primer significado es que es una combinación entre las palabras «gravity» (en español: gravedad) y «creativity» (en español: creatividad). Con la gravedad el grupo atraería a las personas a su universo único, mientras que también podría significar «centro de gravedad», ya que su objetivo es lograr la mejor actuación cuando están juntos.

## Historia

### Predebut
Antes del debut del grupo, Jungmo, Wonjin, Minhee y Hyeongjun participaron en el programa Produce X 101 en 2019, representando Starship Entertainment, junto con Moon Hyun-bin. En la final, Jungmo y Wonjin se ubicaron en los puestos 12° y 19° respectivamente (sin tener en cuenta la posición «X»), perdiendo la oportunidad de debutar. Sin embargo, Minhee y Hyeongjun se ubicaron en los puestos 10° y 4° respectivamente, convirtiéndolos en miembros de X1. Permanecieron en el grupo hasta su disolución el 6 de enero de 2020.

### 2020-presente: Debut y nuevos lanzamientos
El grupo debutó con el sencillo «Break All the Rules» del miniálbum Cravity Season 1. Hideout: Remember Who We Are. El disco debutó en el primer puesto de Gaon Albums Chart. El álbum vendió más de 100 000 copias en el mes de abril de 2020, lo que convirtió al grupo en el artista novato surcoreano más vendido en 2020, a partir de agosto del mismo año. Cravity ingresó y alcanzó su punto máximo en la lista Billboard Social 50 en el puesto 12°. Son el quinto grupo surcoreano más rápido en ingresar a la lista, además de ser el único artista surcoreano novato en aparecer en Social 50 en el momento de su debut. Posteriormente, el 17 de junio, Cravity lanzó un vídeo musical para «Cloud 9», una canción previamente incluida en su miniálbum debut. Las promociones para el tema iniciaron inmediatamente. El 5 de agosto, Cravity anunció que harían su primer regreso con su el EP Hideout: The New Day We Step Into. Este álbum contiene letras escritas por los integrantes Serim y Allen. El 13 de agosto, en los Soribada Awards 2020, Cravity ganó el premio «Nuevo artista», su primer premio desde su debut. El 24 de agosto, Cravity lanzó su segundo álbum anteriormente mencionado. El EP contiene siete canciones, incluido el sencillo «Flame». El disco encabezó la lista de álbumes de Japanese Tower Records y ocupó el primer lugar en siete países en iTunes.
El 1 de septiembre, Cravity obtuvo su primera victoria musical en el programa The Show gracias a «Flame», canción que también debutó en el puesto 97° de la lista K-pop Hot 100. Cravity celebró el 9 de octubre una reunión de fanes exclusiva llamada «Cravity Collection: C-Express» a través de V Live en la que saludaron a sus fanes de 126 regiones. El evento se organizó con la temática «parque de diversiones» como una forma del grupo para saludar a sus fanáticos con alegría. El 21 de diciembre de 2020, se anunció que Cravity se estaba preparando para un segundo regreso con el miniálbum Hideout: Be Our Voice el 19 de enero de 2021, acompañado del sencillo «My Turn». El 19 de enero, el disco fue lanzado, junto al vídeo musical del sencillo principal. Posteriormente comenzaron a promocionar «My Turn» con el lado B «Mammoth» en programas musicales.

## Otras actividades

### Anuncios
En octubre de 2020, Cravity fue elegido como modelo para la marca de cosméticos Blackrouge. La pasión, la poderosa energía, la salud y la vitalidad del grupo como un nuevo grupo de ídolos masculinos encajan bien con la viva imagen de la marca, lo que los llevó a ser seleccionados como modelos. El grupo promoverá el producto no solo en Corea, sino también en China y otros países del sudeste asiático.

### Embajador
En el sector turístico, Cravity ha sido designado como embajador turístico de K-pop Star Street en Gwangju, el grupo realizará numerosas actividades que promoverán públicamente los destinos turísticos de la ciudad durante un año.

## Miembros
- Serim (en hangul, 세림), líder[17]
- Allen (앨런)
- Jungmo (정모)
- Woobin (우빈)
- Wonjin (원진)
- Minhee (민희)
- Hyeongjun (형준)
- Taeyoung (태영)
- Seongmin (성민)

## Discografía

### Álbum de estudio
| Título                                                                                 | Detalles del álbum | Mejores posiciones | Mejores posiciones | Mejores posiciones | Ventas       |
| Título                                                                                 | Detalles del álbum | COR                | JPN                | US World           | Ventas       |
| -------------------------------------------------------------------------------------- | --- | ------------------ | ------------------ | ------------------ | ------------ |
| The Awakening: Written in the Stars                                                    | - Lanzamiento: 19 de agosto de 2021 - Discográfica: Starship Entertainment - Formatos: CD, descarga digital, streaming | 3                  | 11                 | —                  | - JPN: 4 457 |
| «–» indica que el lanzamiento no se posicionó en la lista o no se lanzó en esa región. | |                    |                    |                    |              |

### EP
| Título                                                                                 | Detalles del álbum | Mejores posiciones | Mejores posiciones | Mejores posiciones | Ventas                      |
| Título                                                                                 | Detalles del álbum | COR                | JPN                | US World           | Ventas                      |
| -------------------------------------------------------------------------------------- | --- | ------------------ | ------------------ | ------------------ | --------------------------- |
| Season 1. Hideout: Remember Who We Are                                                 | - Lanzamiento: 14 de abril de 2020 - Discográfica: Starship Entertainment - Formatos: CD, descarga digital, streaming  | 1                  | 10                 | —                  | - COR: 154 360              |
| Season 2. Hideout: The New Day We Step Into                                            | - Lanzamiento: 24 de agosto de 2020 - Discográfica: Starship Entertainment - Formatos: CD, descarga digital, streaming | 1                  | 15                 | —                  | - COR: 166 644              |
| Season 3. Hideout: Be Our Voice                                                        | - Lanzamiento: 19 de enero de 2021 - Discográfica: Starship Entertainment - Formatos: CD, descarga digital, streaming  | 3                  | 12                 | —                  | - COR: 112 301 - JPN: 6 185 |
| «–» indica que el lanzamiento no se posicionó en la lista o no se lanzó en esa región. | |                    |                    |                    |                             |

### Sencillos
| «Break All the Rules»                                                                  | 2020 | — | —  | N/A | Season 1. Hideout: Remember Who We Are      |
| «Flame»                                                                                | 2020 | — | 97 | N/A | Season 2. Hideout: The New Day We Step Into |
| «My Turn»                                                                              | 2021 | — | —  | N/A | Season 3. Hideout: Be Our Voice             |
| «Gas Pedal»                                                                            | 2021 | — | —  | N/A | The Awakening: Written in the Stars         |
| «–» indica que el lanzamiento no se posicionó en la lista o no se lanzó en esa región. |      |   |    |     |                                             |